# Carlos Carvalhas
Carlos Alberto do Vale Gomes Carvalhas (ur. 9 listopada 1941 w São Pedro do Sul) – portugalski polityk, od 1992 do 2004 sekretarz generalny Portugalskiej Partii Komunistycznej (PCP), poseł do Zgromadzenia Republiki i eurodeputowany.

## Życiorys
Z wykształcenia ekonomista, absolwent Universidade Técnica de Lisboa. W 1969 dołączył do partii komunistycznej, działał także w organizacjach studenckich i związkowych. Po rewolucji goździków z 1974 pełnił funkcję sekretarza stanu w resorcie pracy w pięciu krótkotrwałych rządach przejściowych. W latach 1976–1980 zasiadał w Zgromadzeniu Republiki I kadencji. Ponownie wybierany w 1983, 1985, 1987, 1991, 1995 i 1999 na kadencje od III do IX. Od 1989 do 1990 z ramienia Unitarnej Koalicji Demokratycznej zasiadał w Parlamencie Europejskim III kadencji.
W 1990 został zastępcą sekretarza generalnego PCP. W 1991 kandydował w wyborach prezydenckich, otrzymując 12,9% głosów (zajął 3. miejsce wśród 4 kandydatów). W 1992 został nowym liderem portugalskich komunistów w miejsce Álvara Cunhala. Na czele tego ugrupowania stał do 2004.